# Tchagra minutus
Tchagra minutus là một loài chim trong họ Malaconotidae.